# Чжу Су
Чжу Су (朱橚; 8 октября 1361 — 2 сентября 1425) — китайский принц из династии Мин, носивший титулы — принц У (吳王, создан в 1370 году), позже принц Чжоу (周王).

## Биография
Родился 8 октября 1361 года в Нанкине. Пятый сын Чжу Юаньчжана (1328—1398), первого китайского императора из династии Мин Хунъу (1368—1398). Его матерью была императрица Ма (1332—1382), первая жена Чжу Юаньчжана.
Чжу Юаньчжан в то время жил в Нанкине и участвовал в восстании красных повязок как один из генералов империи Сун. В 1368 году Чжу Юаньчжан стал императором империи Мин и за несколько лет объединил Китай под своей властью. В мае 1370 года он даровал семерым своим сыновьям титулы принцев (王, ван), Чжу Су стал принцем У (吴王). В 1374 году император отказался от его поселения в Ханчжоу, заявив, что доходы от княжества У (Цзянань) очень важны для центрального правительства и должны находиться под его прямым контролем.
Чжу Су сблизился со своим старшим на пятнадцать месяцев братом Чжу Ди, и, несмотря на разные характеры, они стали лучшими друзьями. В 1376 году он переехал в Фэнъян в центральном Китае, где он и другие князья проводили время на военной подготовке. В 1378 году отец-император сменил его титул на принца Чжоу (周王) и одновременно женил его на дочери генерала Фэн Шэна, тогдашнего военачальника в Кайфыне, столице провинции Хэнань. Достигнув совершеннолетия в 1381 году, он переселился в Кайфын, и хотя он не имел никакой власти над местной администрацией, личная охрана и большое хозяйство во главе с опытными советниками и чиновниками давали ему значительную власть. Вместе со своим тестем он курировал войска, стоявшие в провинции.
В 1389 году Чжу Су уехал из Кайфына в Фэнъян без ведома императора, вероятно, чтобы навестить Фэн Шэна, который был осужден там императором за преступления, совершенные в 1387 году во время успешной кампании против монголов. За это Чжу Су был сослан в Юньнань на крайнем юго-западе империи, но фактически содержался под стражей при императорском дворе в Нанкине; пока что управление его хозяйством в Кайфыне взял на себя его старший сын Чжу Юдунь, официально назначенный преемником Чжу Су весной 1391 года. Чжу Су не получил разрешения вернуться в Кайфын до рубежа 1391—1392 годов.
После вступления на престол императора Цзяньвэня новое правительство начало «политику ограничения принцев». Чжу Су стал первой жертвой нового порядка, осенью 1398 года его второй сын Чжу Юсюнь обвинил его в подготовке мятежа, после чего Чжу Су был заключен в тюрьму, лишен сана и сослан в Юньнань. После поражения Цзяньвэня в гражданской войне (Цзиннаньская кампания) и восшествия на престол Чжу Ди в качестве императора Мин, Чжу Су вернулся в Нанкин (1402 г.), а затем в Кайфын (1403 г.) на свою старую должность.
Хотя Чжу Ди предоставил ему двойную княжескую ренту, перевел ему доходы от торговых налогов из Кайфына и сделал крупные подарки, он держал его в стороне от политики; Поэтому Чжу Су обратился к науке. Он изучал ботанику и медицину. В 1406 году он опубликовал ботаническую монографию Цзю-чуан пен-чао (救荒本草, буквально «Гербарий для предотвращения голода»), в которой описал 414 съедобных дикорастущих растений. Большинство из них (276) не значилось в старых травяных гербариях. Целью книги было информирование читателей о съедобных растениях, которые можно использовать в случае неурожая и голода. Он был не только талантливым писателем, но и искусным каллиграфом.
В 1420 году Чжу Су был вызван в Нанкин по обвинению в подготовке мятежа; он сознался в своих проступках, император даровал ему помилование, но свел личную охрану к минимуму.
Чжу Су скончался 2 сентября 1425 года. Новым князем (ваном) Чжоу стал его старший сын Чжу Юдунь (1379—1439), плодовитый драматург, написавший более тридцати пьес жанра ча-тю. Всего у Чжу Су было пятнадцать сыновей и одиннадцать дочерей. Его потомки носили титул князя Чжоу до середины XVII века.